# Joseph Henderson (Politiker)

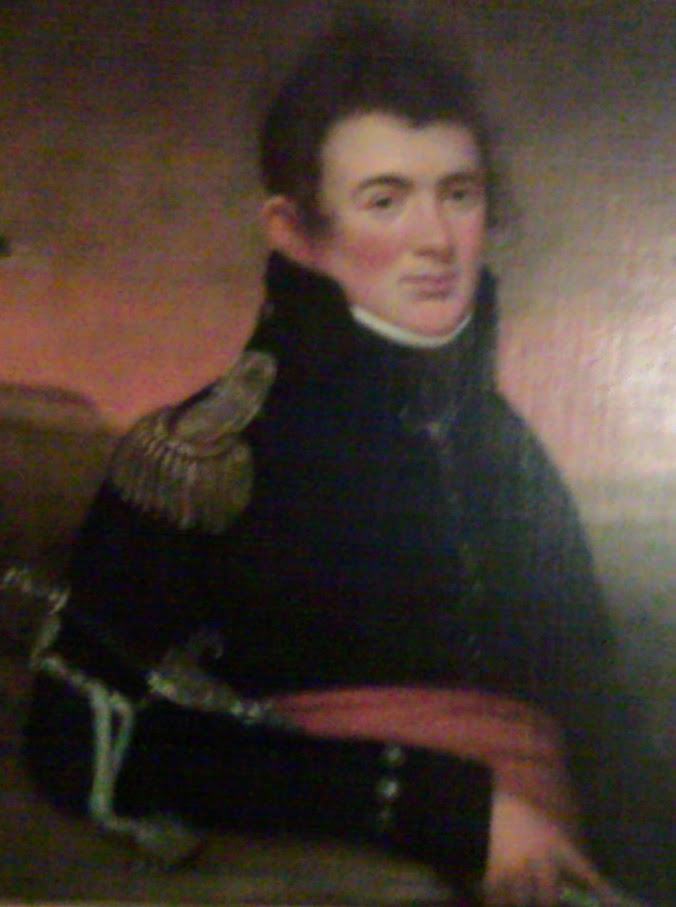
Joseph Henderson

Joseph Henderson (* 2. August 1791 in Shippensburg, Cumberland County, Pennsylvania; † 25. Dezember 1863 in Lewistown, Pennsylvania) war ein US-amerikanischer Politiker. Zwischen 1833 und 1837 vertrat er den Bundesstaat Pennsylvania im US-Repräsentantenhaus.

## Werdegang
Im Jahr 1802 zog Joseph Henderson mit seinen Eltern in das Centre County, wo er die öffentlichen Schulen besuchte. Nach einem anschließenden Medizinstudium am Jefferson Medical College in Philadelphia und seiner 1813 erfolgten Zulassung als Arzt begann er nach dem Ende des Britisch-Amerikanischen Krieges in Browns Mills in diesem Beruf zu arbeiten. Während des Krieges diente er als Offizier in den amerikanischen Streitkräften, in denen er bis zum Brevet-Major aufstieg. In den 1820er Jahren schloss er sich der Bewegung um den späteren US-Präsidenten Andrew Jackson an und wurde Mitglied der von diesem 1828 gegründeten Demokratischen Partei.
Bei den Kongresswahlen des Jahres 1832 wurde Henderson im 14. Wahlbezirk von Pennsylvania in das US-Repräsentantenhaus in Washington, D.C. gewählt, wo er am 4. März 1833 die Nachfolge von Andrew Stewart antrat. Nach einer Wiederwahl konnte er bis zum 3. März 1837 zwei Legislaturperioden im Kongress absolvieren. Seit dem Amtsantritt von Präsident Jackson im Jahr 1829 wurde innerhalb und außerhalb des Kongresses heftig über dessen Politik diskutiert. Dabei ging es um die umstrittene Durchsetzung des Indian Removal Act, den Konflikt mit dem Staat South Carolina, der in der Nullifikationskrise gipfelte, und die Bankenpolitik des Präsidenten.
Im Jahr 1836 verzichtete Henderson auf eine weitere Kongresskandidatur. Nach dem Ende seiner Zeit im US-Repräsentantenhaus praktizierte er wieder als Arzt. Seit 1850 lebte er in Lewistown, wo er am 25. Dezember 1863 verstarb.